# 상 프란시스쿠 교회

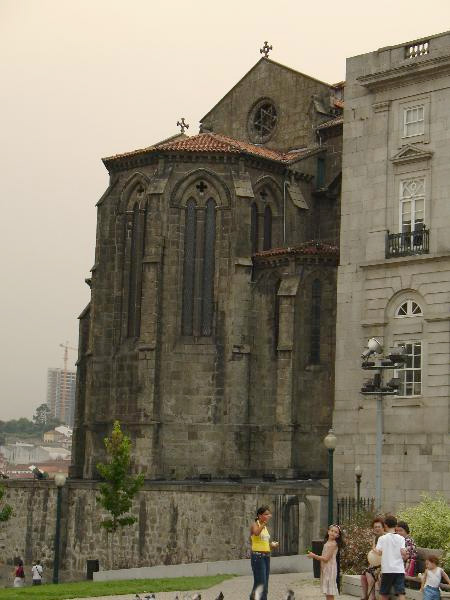
상 프란시스쿠 교회

상 프란시스쿠 교회(포르투갈어: Igreja de São Francisco)은 포르투갈 포르투에 있는 교회이다. 고딕 양식의 교회로, 내부 장식은 바로크 양식으로 되어 있다.